# Őrtilos
Őrtilos (kroatisch Tiluš oder Tiloš) ist eine ungarische Gemeinde im Kreis Csurgó im Komitat Somogy. Zur Gemeinde gehört der Ortsteil Szentmihályhegy.

## Geografische Lage
Őrtilos liegt dreizehn Kilometer nordwestlich der Kreisstadt Csurgó und zwei Kilometer vom linken Ufer des Flusses Dráva entfernt, der die Grenze zu Kroatien bildet. Nachbargemeinden sind Zákányfalu und Surd. Jenseits der Grenze liegen die kroatischen Orte Legrad und Đelekovec.

## Geschichte
Im Jahr 1913 gab es in der damaligen Kleingemeinde 173 Häuser und 1007 Einwohner auf einer Fläche von 3455  Katastraljochen. Sie gehörte zu dieser Zeit zum Bezirk Csurgó im Komitat Somogy.

## Gemeindepartnerschaft
- Legrad, Kroatien

## Sehenswürdigkeiten
- Naturlehrpfad Őrtilosi Dráva-ártér tanösvény
- Römisch-katholische Kirche Szent László, erbaut 1740 (Barock), der Kirchturm wurde später hinzugefügt
- Römisch-katholische Kirche Szent Mihály im Ortsteil Szentmihályhegy
- Weltkriegsdenkmal (I. világháborús emlék) aus dem Jahr 1931

## Verkehr
Őrtilos ist nur über die Nebenstraße Nr. 68118 von Zákányfalu aus zu erreichen. Der im Ortsteil Szentmihályhegy gelegene Bahnhof liegt an der Eisenbahnstrecke von Gyékényes nach Nagykanizsa. Weiterhin bestehen Busverbindungen über Zákányfalu nach Gyékényes sowie über Surd nach Nagykanizsa.

## Bilder

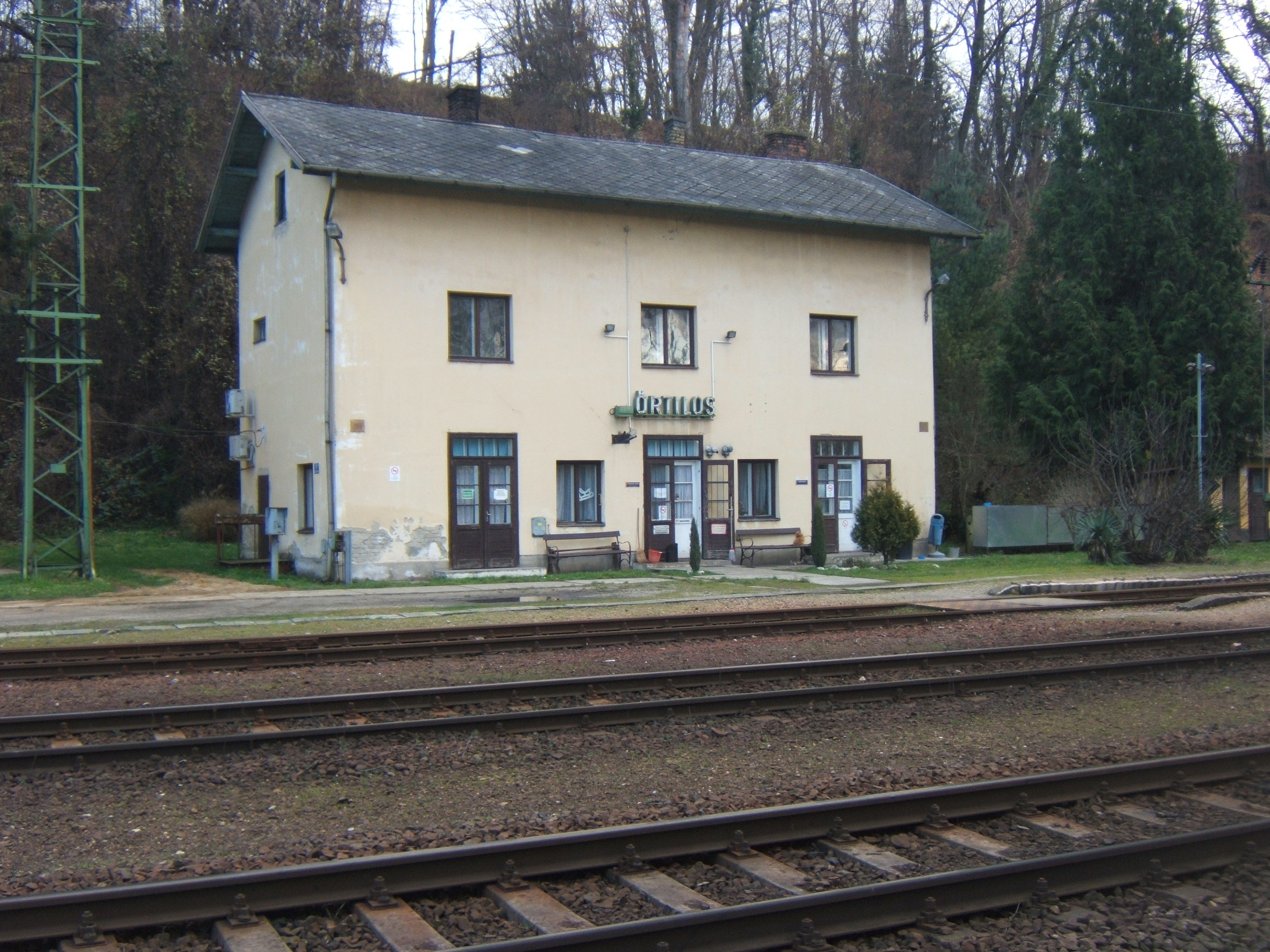
Bahnhof Őrtilos
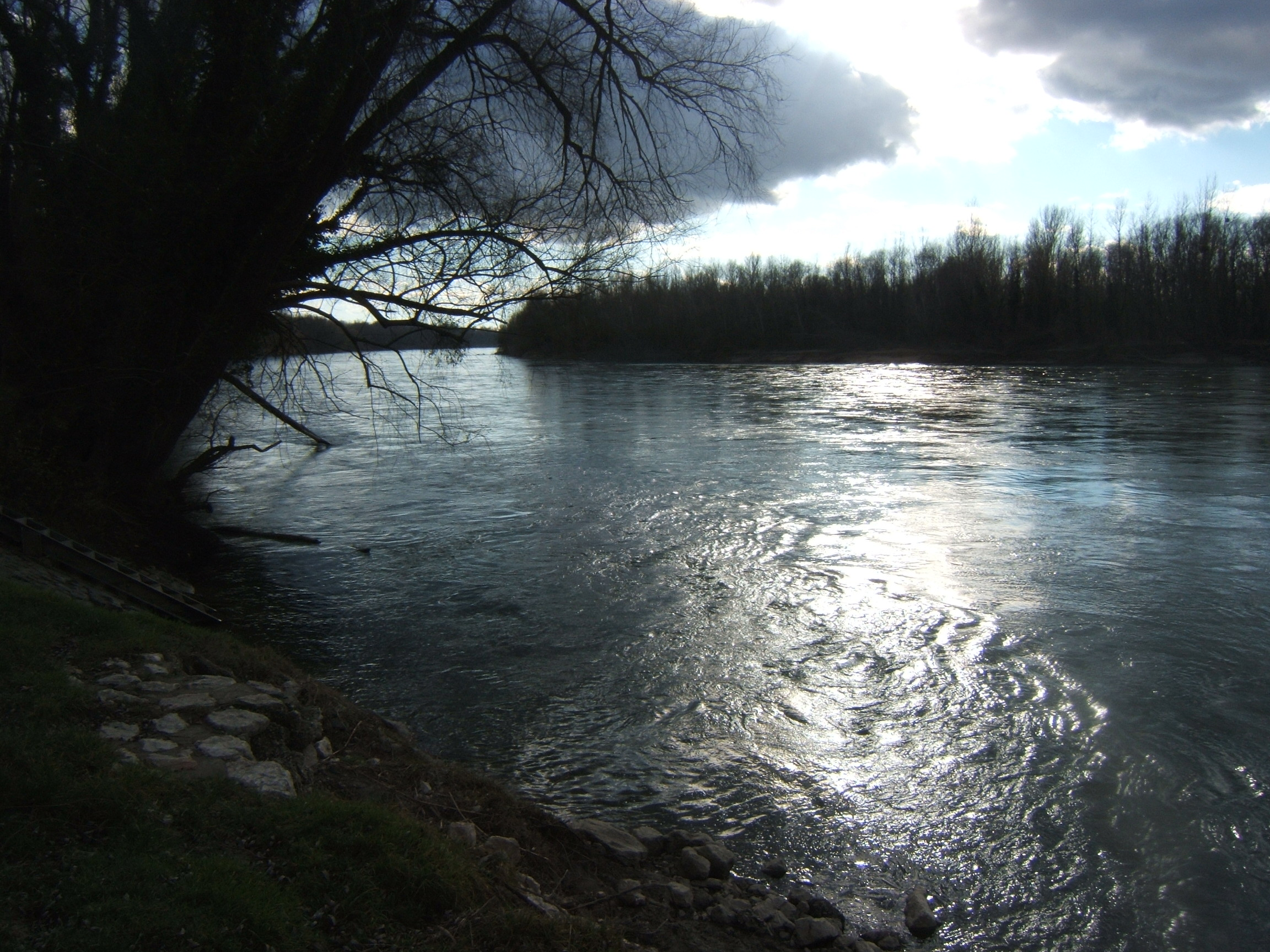
Die Drau bei Őrtilos
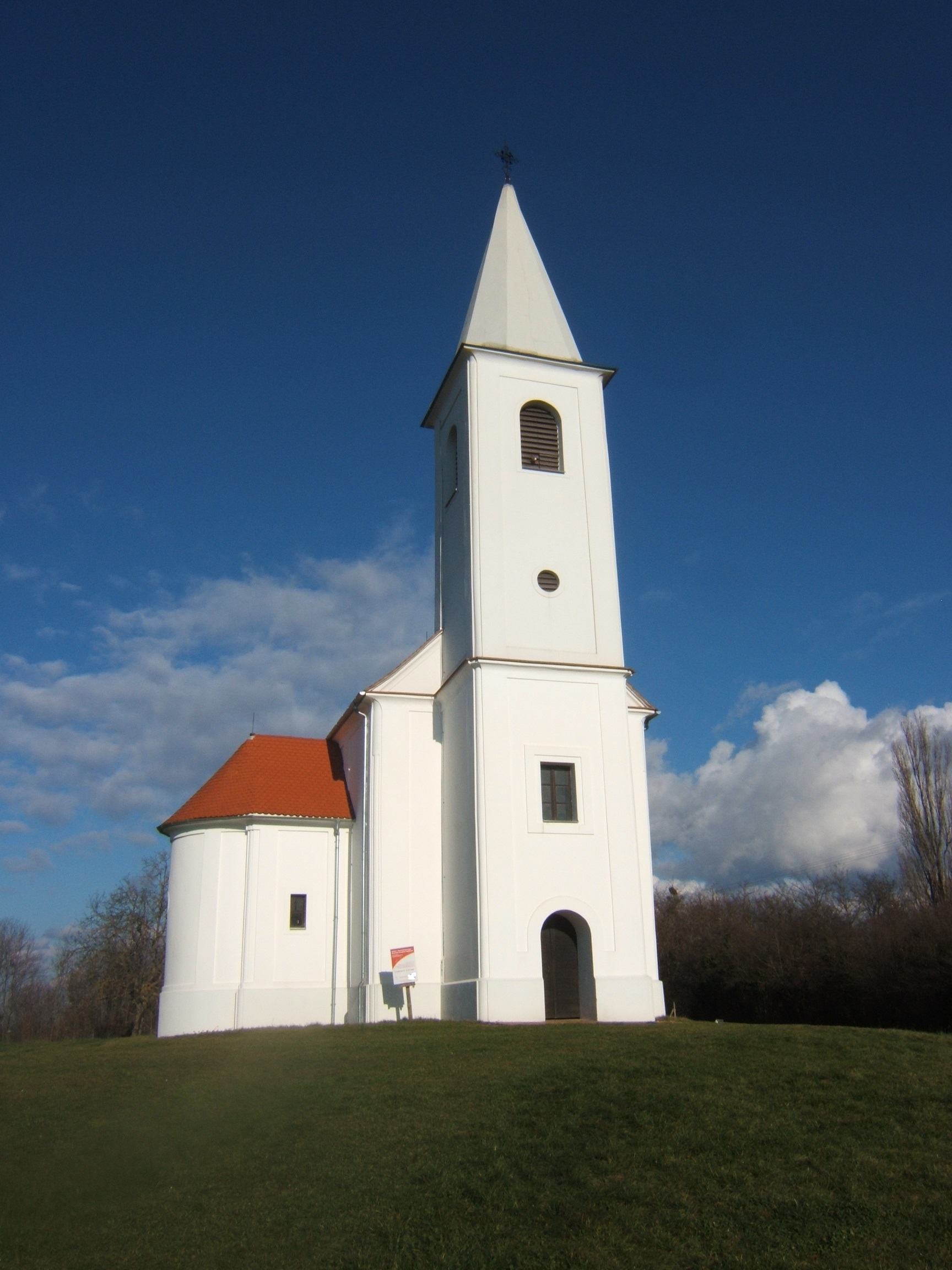
Röm.-kath. Kirche Szent Mihály